# Erich
Erich (ook gespeld als Erach) is een nagar panchayat (plaats) in het district Jhansi van de Indiase staat Uttar Pradesh.

## Demografie
Volgens de Indiase volkstelling van 2001 wonen er 8.523 mensen in Erich, waarvan 53% mannelijk en 47% vrouwelijk is. De plaats heeft een alfabetiseringsgraad van 51%.